# Hypsiboas beckeri
Espèce
Synonymes
- Hyla beckeri Caramaschi & Cruz, 2004

Statut de conservation UICN

 DD  : Données insuffisantes
Hypsiboas beckeri est une espèce d'amphibiens de la famille des Hylidae.

## Répartition
Cette espèce est endémique du Brésil. Elle se rencontre de 1 200 à 1 290 m d'altitude à Poços de Caldas, à Pedralva et à São Thomé das Letras dans l'État du Minas Gerais.

## Étymologie
Cette espèce est nommée en l'honneur de l'entomologiste brésilien Johann Becker (1932–2004).

## Publication originale
- Caramaschi & Cruz, 2004 : Duas novas espécies de Hyla do grupo de H. polytaenia Cope, 1870 do Sudeste do Brasil (Amphibia, Anura, Hylidae). Arquivos do Museu Nacional, Rio de Janeiro, vol. 62, no 3, p. 247-254 (texte intégral).